# Lituanie aux Jeux olympiques d'hiver de 1998
Cet article contient des informations sur la participation et les résultats de la Lituanie aux Jeux olympiques d'hiver de 1998 à Nagano au Japon.